# Liste der Kulturdenkmäler in Großenmoor
Die folgende Liste enthält die in der Denkmaltopographie ausgewiesenen Kulturdenkmäler auf dem Gebiet des Ortsteils Großenmoor der Gemeinde Burghaun, Landkreis Fulda, Hessen.
Hinweis: Die Reihenfolge der Denkmäler in dieser Liste orientiert sich an der Anschrift, alternativ ist sie auch nach der Bezeichnung, der vom Landesamt für Denkmalpflege vergebenen Nummer oder der Bauzeit sortierbar.
Kulturdenkmäler werden fortlaufend im Denkmalverzeichnis des Landes Hessen durch das Landesamt für Denkmalpflege Hessen auf Basis des Hessischen Denkmalschutzgesetzes (HDSchG) geführt. Die Schutzwürdigkeit eines Kulturdenkmals hängt nicht von der Eintragung in das Denkmalverzeichnis des Landes Hessen oder der Veröffentlichung in der Denkmaltopographie ab.

Das Vorhandensein oder Fehlen eines Objekts in dieser Liste ist keine rechtsverbindliche Auskunft darüber, ob es Kulturdenkmal ist oder nicht: Diese Liste entspricht möglicherweise nicht dem aktuellen Stand der offiziellen Denkmaltopographie. Diese ist für Hessen in den entsprechenden Bänden der Denkmaltopographie Bundesrepublik Deutschland und im Internet unter DenkXweb – Kulturdenkmäler in Hessen einsehbar. Auch diese Quellen sind, obwohl sie durch das Landesamt für Denkmalpflege Hessen aktualisiert werden, nicht immer aktuell, da es im Denkmalbestand immer wieder Änderungen gibt.
Eine verbindliche Auskunft erteilt allein das Landesamt für Denkmalpflege Hessen.
Nutze diese Kartenansicht, um Koordinaten in der Liste zu setzen. In dieser Kartenansicht sind Kulturdenkmale ohne Koordinaten mit einem roten bzw. orangen Marker dargestellt und können in der Karte gesetzt werden. Kulturdenkmale ohne Bild sind mit einem blauen bzw. roten Marker gekennzeichnet, Kulturdenkmale mit Bild mit einem grünen bzw. orangen Marker.
| Bild            | Bezeichnung                    | Lage                                        | Beschreibung                                              | Bauzeit                | Objekt-Nr. |
| --------------- | ------------------------------ | ------------------------------------------- | --------------------------------------------------------- | ---------------------- | ---------- |
| Bild gesucht BW | Streckhof                      | Am Born 1 LageFlur: 5, Flurstück: 70        |                                                           | Mitte 19. Jahrhundert  | 37082 DDB  |
| Bild gesucht BW | Hofreite                       | Am Born 3 LageFlur: 5, Flurstück: 75        |                                                           | Vor 1850               | 37083 DDB  |
| Bild gesucht BW | Fachwerkhaus                   | Am Born 6 Lage                              |                                                           | Vor 1850               | 37084 DDB  |
| weitere Bilder  | Evangelische Kirche            | In der Aue LageFlur: 5, Flurstück: 23       | Schlichter Bau in neobarocken Formen.                     | Von 1923 bis 1926      | 37095 DDB  |
| Bild gesucht BW | Fachwerkhaus, ehemalige Schule | Neue Fahrt 1 LageFlur: 1, Flurstück: 33/9   |                                                           | 1909/10                | 37085 DDB  |
| Bild gesucht BW | Fachwerkhaus (Gasthof)         | Talstraße 8 LageFlur: 5, Flurstück: 59      | Gasthofbetrieb seit 1870, heutige Nutzung zu Wohnzwecken. | Mitte 19. Jahrhundert  | 37086 DDB  |
| Bild gesucht BW | Fachwerkhaus                   | Talstraße 10 LageFlur: 5, Flurstück: 55, 57 |                                                           | Mitte 19. Jahrhundert  | 37087 DDB  |
| Bild gesucht BW | Winkelhof                      | Talstraße 17 LageFlur: 5, Flurstück: 83     |                                                           | Um 1850                | 37088 DDB  |
| Bild gesucht BW | Fachwerkhaus                   | Talstraße 18 LageFlur: 5, Flurstück: 50     |                                                           | Um 1850                | 37089 DDB  |
| Bild gesucht BW | Fachwerkhaus                   | Talstraße 20 LageFlur: 5, Flurstück: 49/3   |                                                           | Um 1850                | 37090 DDB  |
| Bild gesucht BW | Fachwerkhaus                   | Talstraße 22 LageFlur: 5, Flurstück: 48     |                                                           | 1840 (Sockelinschrift) | 37091 DDB  |
| Bild gesucht BW | Fachwerkhaus                   | Talstraße 25 LageFlur: 5, Flurstück: 87/3   |                                                           | Um 1850                | 37092 DDB  |
| Bild gesucht BW | Fachwerkhaus                   | Talstraße 43 LageFlur: 5, Flurstück: 31/2   |                                                           | Um 1800                | 37093 DDB  |